# 곽낙원
곽낙원(郭樂園, 1859년 2월 26일~1939년 4월 26일)은 구한말, 일제 강점기의 독립운동가이자 민족운동가이다. 본관은 현풍이다.

## 생애
백범 김구의 어머니로 황해도 장연에서 태어났다. 삼각혼이라는 황해도 전통적 겹사돈 혼례 풍습에 따라 (6촌아주버님)의 6촌 아우가 되는 김순영에게 시집왔다. 아들 김구를 성장시키는 데 헌신적인 노력을 하였다. 《천자문》을 가르치고 《동몽선습》·《사서삼경》 등을 읽혔다. 그 뒤 아들 김구의 옥바라지에 힘썼으며, 후에 중국으로 망명, 82세로 중경에서 인후염과 폐병 등의 합병증으로 병원에 입원했으나 치료하지 못하고 생을 마쳤다. 1992년 대한민국 건국훈장 애국장이 추서되었다.
사후 충칭의 화상산(和尙山)에 안장되었다가, 1948년 국내로 이장되었으며, 정부는 곽 여사의 공훈을 기려 1992년 건국훈장 애국장을 추서하였으며, 국립대전현충원 애국지사묘역에 안장되었다.

## 같이 보기
- 김순영
- 김구
- 대한민국 임시정부